# Čileanska araukarija
Čileanska araukarija (lat. Araucaria aracuana) vrsta je drveća iz roda Araucaria (araukarije). Pripada u četinjače. Porijeklom je iz srednjeg Čilea i zapadne, odnosno srednje Argentine. 
Ovo zimzeleno drveće može rasti u visinu do 40 metara i doseći promjer od 2 metra. Obično je dvodomna vrsta s muškim i ženskim češerima na odvojenim stablima, rijetki su jednodomni primjerci. Muški su češeri izduženi, u početku dugački 4 cm, a kasnije, pred oprašivanje 8 – 12 cm i 5-6 cm široki. Oprašivanje se vrši putem vjetra. Ženski plodni češeri zreli su u jesen otprilike 18 mjeseci poslije oprašivanja, loptastog su oblika i promjera 12 – 20 cm. Sadrže oko 200 sjemenki. Sjeme je nalik lješnjaku, dugo 3-4 cm, raznose ga čavke, kreje i vjeverice.
Araukarija je vrsta umjerenih klimatskih područja s velikom količinom kiše tijekom godine, ali može podnijeti i temperature do -20 °C. Ovo je najizdržljivija vrsta ovog roda i jedina koja uspijeva u V. Britaniji i u kontinentalnom dijelu SAD-a daleko od ekstremnog juga. U Kanadi (Vancouver i Victoria) nalazi se puno kvalitetnih primjeraka ove vrste. Također raste i na otocima Kraljice Charlotte. Podnosi i zasoljena tla, ali ne i gradske uvjete (zagađen zrak). Ovo je popularna vrtna vrsta, koja se uzgaja zbog svojih izgledom prapovijesnih grana, simetričnog oblika.
Drvo može živjeti 2000 godina. Ugrožena je vrsta u divljini.
List je sjajno zelen s obje strane 0,30 do 50 mm dugačak i 8 – 25 mm širok, uzdužno izbrazdan linijama otvora puči s obje strane listova, koji se zadržavaju na stablu 10 – 15 godina.
Ovo je sveto drvo za članove plemena Mapuche unutar većeg plemena Araukanaca.

## Galerija
- Deblo i kora
- Grančica s lišćem
- Grančica sa zrelim češerom
- Područje rasprostiranja u Čileu

## Vanjske poveznice
|  | Zajednički poslužitelj ima još gradiva o temi Araucaria aracuana |
|  | Wikivrste imaju podatke o taksonu Araucaria aracuana             |